# Aktin-ähnliches Protein 3
Das Aktin-ähnliche Protein 3, abgekürzt ARP 3, vom englischen Actin related protein, ist ein Strukturprotein mit großer struktureller Homologie zu G-Aktin. Es wird vom Gen ACTR3 auf dem zweiten Chromosom des Menschen codiert.

## Funktion
Das Protein interagiert mit dem Aktin-ähnlichen Protein 2, p16, p20, p21, p34 und p40 zum Arp 2/3-Komplex, der eine wichtige Rolle bei der Aktinnukleation und damit für die Beweglichkeit der Zelle spielt. Der Komplex bildet dafür ein Nukleationszentrum von dem aus die weitere Polymerisation von G-Aktion zu F-Aktin stattfindet, und das Aktinfilament somit verlängert wird. Es wird vermutet, dass die speziell ARP3 und 3 dabei ein Aktin-Dimer imitieren, dabei aber stabiler sind, als das Dimer selbst und so als Basis für die Nukleation dienen. ARP 3 ist daher vor allem am Zytoskelett, speziell an Pseudopodien lokalisiert.